# Morten Nielsen (fodboldspiller, født 1971)
 For alternative betydninger, se Morten Nielsen (flertydig). (Se også artikler, som begynder med Morten Nielsen)
Morten Nielsen (født 14. april 1971) er en tidligere dansk fodboldspiller.
Morten Nielsen har repræsenteret klubberne Raklev GI, Kalundborg GB, Lyngby BK, FC København, RC Strasbourg (FRA), En Avant Guingamp (FRA), Holbæk BI, Svebølle BI.
Efter at være vendt hjem til Danmark blev han Spilende træner for Raklev IG.
Morten Nielsen er p.t. træner for Raklev GI's bedste herreseniorhold, som ligger i serie 1.

## Eksterne Links
Årsbogen.dk